# Анатомия страсти (сезон 17)
Семнадцатый сезон американской телевизионной медицинской драмы «Анатомия страсти» был заказан в мае 2019 года Американской телерадиокомпанией (ABC). В нём события разворачиваются на фоне пандемии. Это первый сезон, который полностью снят в условиях новой реальности.

## Актёры и персонажи
- Эллен Помпео — Мередит Грей
- Чандра Уилсон — Миранда Бейли
- Джеймс Пикенс-младший — Ричард Уэббер
- Кевин Маккидд — Оуэн Хант
- Джесси Уильямс — Джексон Эйвери
- Катерина Скорсоне — Амелия Шепард
- Камилла Ладдингтон — Джо Уилсон
- Келли Маккрири — Маргарет Пирс
- Джакомо Джианниотти — Эндрю ДеЛюка
- Ким Рейвер — Тедди Альтман
- Грег Джерманн — Том Корасик
- Крис Кармак — Аттикус Линкольн
- Дебби Аллен — Кэтрин Эйвери (Фокс)
- Джейк Борелли — Леви Шмитт
- Стефания Спампинато — Карина ДеЛюка
- Ричард Флуд — Кормак Хейз

## Эпизоды
| № общий | № в сезоне | Название                                                              | Режиссёр            | Автор сценария                   | Дата премьеры   | Зрители в США (млн) |
| --- | ---------- | --------------------------------------------------------------------- | ------------------- | -------------------------------- | --------------- | ------------------- |
| 364 | 1          | «All Tomorrow's Parties» «Все завтрашние вечеринки»                   | Дебби Аллен         | Энди Ризер и Лин Е. Литт         | 12 ноября 2020  | 5.93                |
| Началась пандемия. Персонал больницы учится работать по новым протоколам. Операции почти не проводятся. Корасик заказал СИЗ, но в коробках оказались только бахилы. ДеЛюка находится в депрессии, но в больницу доставляют девочку, его бывшую пациентку. Он считал, что её тётя торгует людьми и похитила ребёнка. Он оказался прав. Джо просит Джексона заняться с ней сексом. |            |                                                                       |                     |                                  |                 |                     |
| 365 | 2          | «The Center Won't Hold» «Центр не выдержит»                           | Дебби Аллен         | Энди Ризер и Джейс Майлз-Перес   | 12 ноября 2020  | 5.93                |
| Бейли пострадала во время драки родителей подростков, которых привезли после пожара на вечеринке. Кэтрин снимает Тома с должности шефа и отдаёт её Ричарду. Тедди обнаружила, что многие из коллег в курсе, что она изменяла Оуэну, и они на его стороне. Амелия и Кирк выбрали имя для ребёнка. Им тяжело справляться, так как они ещё присматривают за детьми Мередит. |            |                                                                       |                     |                                  |                 |                     |
| 366 | 3          | «My Happy Ending» «Мой счастливый конец»                              | Кевин МакКидд       | Мэг Меринис                      | 19 ноября 2020  | 5.96                |
| Мередит заболела, и коллеги просят её изменить свои распоряжения. Раньше в критической ситуации решение должен был принимать Алекс, но сейчас его нет рядом. Мередит перекладывает ответственность на Ричарда. Сам Уэббер стал шефом над шефами и поручил Корасику возглавить программу обучения. У Джо интересная пациентка — женщина не знала, что беременна, плод развивался не в матке, а на печени. Чтобы спасти обоих, требуется провести операцию. Мередит становится хуже. В беспамятстве она видит себя на пляже с Дереком. |            |                                                                       |                     |                                  |                 |                     |
| 367 | 4          | «You'll Never Walk Alone» «Ты никогда не будешь одинок»               | Эллисон Лидди-Браун | Джули Вонг                       | 3 декабря 2020  | 5.84                |
| ДеЛюка и Альтман просят Ричарда начать для Мередит экспериментальное лечение. Она почти всё время спит — теперь на пляже она говорит с Джорджем. Джо занимается сексом с Джексоном, а Шмитт с Нико. Но обе пары не начинают отношения, а делают это просто для разрядки. Корасик заболел ковидом, но не согласен с диагнозом. Он показывает Хельм, которая пришла, чтобы взять у него анализ, модель развития эпидемии на основе компьютерной игры. Мегги знакомится с отцом Уинстона во время видеозвонка.                          |            |                                                                       |                     |                                  |                 |                     |
| 368 | 5          | «Fight the Power» «Борьба с властью»                                  | Майкл Уоткинс       | Зоан Клэк                        | 10 декабря 2020 | 5.69                |
| Мередит начинает поправляться, а Корасик наоборот — его привозят в больницу. Амелия отправилась к нему, чтобы поддержать, оставив Линка одного с детьми. Миранда узнаёт, что в доме престарелых, где находятся её родители, ковид. Она просит мужа забрать их и перевезти в отель. Но Бен забрал только отца, а мать уже заразилась и её привозят в больницу. Джо задумалась о смене специализации, после того, как спасла малышку Луну и случайно приняла роды.                                                                     |            |                                                                       |                     |                                  |                 |                     |
| 369 | 6          | «No Time for Despair» «Не время отчаиваться»                          | Пит Чатмон          | Фелиция Прайд                    | 17 декабря 2020 | 5.66                |
| 370 | 7          | «Helplessly Hoping» «Беспомощно надеясь»                              | Николь Рубио        | Элизабет Р. Финч                 | 11 марта 2021   | 5.11                |
| 371 | 8          | «It's All Too Much» «Это - уже слишком»                               | Дебби Аллен         | Адриан Уэннер                    | 18 марта 2021   | 4.97                |
| 372 | 9          | «In My Life» «В моей жизни»                                           | Кевин МакКидд       | Теймсон Даффи                    | 25 марта 2021   | 4.99                |
| 373 | 10         | «Breathe» «Дышать»                                                    | Линда Клейн         | Марк Дрисколл                    | 1 апреля 2021   | 4.55                |
| 374 | 11         | «Sorry Doesn't Always Make It Right» «Не всегда это правильно»        | Джакомо Джианниотти | Джули Вонг                       | 8 апреля 2021   | 4.83                |
| 375 | 12         | «Sign O' the Times» «Знамение времён»                                 | Майкл Медико        | Джейс Майлз-Перес                | 15 апреля 2021  | 4.98                |
| 376 | 13         | «Good as Hell» «Чертовски хорошо»                                     | Майкл Уоткинс       | Зоанн Клэк                       | 22 апреля 2021  | 4.81                |
| 377 | 14         | «Look Up Child» «Посмотри вверх, дитя»                                | Дебби Аллен         | Элизабет Р. Финч и Фелиция Прайд | 6 мая 2021      | 4.93                |
| 378 | 15         | «Tradition» «Традиция»                                                | Кевин МакКидд       | Джесс Райтхэнд                   | 20 мая 2021     | 4.58                |
| 379 | 16         | «I'm Still Standing» «Всё ещё стою»                                   | Майкл Уоткинс       | Мэг Меринис и Энди Ризер         | 27 мая 2021     | 4.09                |
| 380 | 17         | «Someone Saved My Life Tonight» «Кое-кто спас мою жизнь этим вечером» | Кевин МакКидд       | Энди Ризер и Мэг Меринис         | 3 июня 2021     | 4.76                |